# Руші-Чутя
Руші-Чутя (рум. Ruși-Ciutea) — село у повіті Бакеу в Румунії. Входить до складу комуни Летя-Веке.
Село розташоване на відстані 241 км на північ від Бухареста, 5 км на південний схід від Бакеу, 85 км на південний захід від Ясс, 147 км на північний захід від Галаца, 141 км на північний схід від Брашова.

## Населення
За даними перепису населення 2002 року у селі проживала 441 особа. Усі жителі села рідною мовою назвали румунську.
Національний склад населення села:
| Національність | Кількість осіб | Відсоток |
| -------------- | -------------- | -------- |
| румуни         | 435            | 98,6%    |
| цигани         | 6              | 1,4%     |